# Tidmarsh
Tidmarsh är en ort och civil parish i Storbritannien.   Den ligger i kommunen West Berkshire i riksdelen England, i den södra delen av landet, 70 km väster om huvudstaden London. Tidmarsh ligger 47 meter över havet och antalet invånare är 501.
Terrängen runt Tidmarsh är huvudsakligen platt. Tidmarsh ligger nere i en dal. Runt Tidmarsh är det tätbefolkat, med 308 invånare per kvadratkilometer. Närmaste större samhälle är Reading, 8,1 km öster om Tidmarsh. Trakten runt Tidmarsh består till största delen av jordbruksmark.